# خروس طلایی (رمان رافی)
خروس طلایی (ارمنی: Ոսկի աքաղաղ; Voski ak’aghagh; انگلیسی: The Golden Rooster) یک رمان است به زبان ارمنی که در سال ۱۸۷۰ میلادی توسط رمان‌نویس شهیر ارمنی، رافی نگاشته شده است. همچنین نمایشنامه‌ای نیز با اقتباس از این رمان توسط «تئاتر هامازگایان» خلق شده است.